# Choca-preta-e-cinza
Choca-preta-e-cinza (nome científico: Thamnophilus nigrocinereus) é uma espécie de ave pertencente à família dos tamnofilídeos. Pode ser encontrada no Brasil, Colômbia, Venezuela e Guiana Francesa oriental; também numa pequena região fluvial do nordeste da Bolívia. 
Seu nome popular em língua inglesa é "Blackish-grey antshrike".